# Maupertuis (Manche)
Maupertuis és un municipi francès situat al departament de la Manche i a la regió de Normandia. L'any 2007 tenia 134 habitants.

## Demografia

### Població
El 2007 la població de fet de Maupertuis era de 134 persones. Hi havia 56 famílies de les quals 12 eren unipersonals (8 homes vivint sols i 4 dones vivint soles), 24 parelles sense fills, 16 parelles amb fills i 4 famílies monoparentals amb fills.
La població ha evolucionat segons el següent gràfic:
Habitants censats

### Habitatges
El 2007 hi havia 77 habitatges, 57 eren l'habitatge principal de la família, 14 eren segones residències i 6 estaven desocupats. 76 eren cases i 1 era un apartament. Dels 57 habitatges principals, 40 estaven ocupats pels seus propietaris, 16 estaven llogats i ocupats pels llogaters i 1 estava cedit a títol gratuït; 2 tenien dues cambres, 3 en tenien tres, 13 en tenien quatre i 39 en tenien cinc o més. 42 habitatges disposaven pel capbaix d'una plaça de pàrquing. A 33 habitatges hi havia un automòbil i a 22 n'hi havia dos o més.

### Piràmide de població
La piràmide de població per edats i sexe el 2009 era:
| Homes | Edats   | Dones |
| ----- | ------- | ----- |
| 0     | 95 o +  | 0     |
| 0     | 90 a 94 | 0     |
| 0     | 85 a 89 | 0     |
| 4     | 80 a 84 | 0     |
| 4     | 75 a 79 | 4     |
| 0     | 70 a 74 | 0     |
| 8     | 65 a 69 | 12    |
| 8     | 60 a 64 | 4     |
| 0     | 55 a 59 | 0     |
| 4     | 50 a 54 | 8     |
| 4     | 45 a 49 | 4     |
| 0     | 40 a 44 | 4     |
| 0     | 35 a 39 | 0     |
| 12    | 30 a 34 | 0     |
| 0     | 25 a 29 | 12    |
| 12    | 20 a 24 | 0     |
| 4     | 15 a 19 | 0     |
| 0     | 10 a 14 | 4     |
| 0     | 5 a 9   | 0     |
| 4     | 0 a 4   | 8     |

## Economia
El 2007 la població en edat de treballar era de 88 persones, 61 eren actives i 27 eren inactives. De les 61 persones actives 57 estaven ocupades (35 homes i 22 dones) i 4 estaven aturades (1 home i 3 dones). De les 27 persones inactives 15 estaven jubilades, 7 estaven estudiant i 5 estaven classificades com a «altres inactius».

### Ingressos
El 2009 a Maupertuis hi havia 54 unitats fiscals que integraven 134 persones, la mediana anual d'ingressos fiscals per persona era de 15.159 €.

### Activitats econòmiques
Dels 6 establiments que hi havia el 2007, 1 era d'una empresa alimentària, 1 d'una empresa de construcció, 1 d'una empresa d'hostatgeria i restauració, 1 d'una empresa immobiliària i 2 d'empreses de serveis.
L'únic servei als particulars que hi havia el 2009 era un electricista.
L'any 2000 a Maupertuis hi havia 19 explotacions agrícoles que ocupaven un total de 572 hectàrees.

## Poblacions més properes
El següent diagrama mostra les poblacions més properes.